# Elisabeth Davin
Elisabeth Davin (ur. 3 czerwca 1981 w Virton) – belgijska lekkoatletka, płotkarka.

## Osiągnięcia
- złota (Bejrut 2009)[1] oraz brązowa (Niamey 2005)[2] medalistka igrzysk frankofońskich w biegu na 100 metrów przez płotki, w tych zawodach Davin reprezentuje Walonię – francuskojęzyczną część Belgii
- siedmiokrotna mistrzyni Belgii (bieg na 60 m i bieg na 60 m przez płotki i bieg na 100 m przez płotki)[3][4][5][6][7][8][9]
- reprezentantka Belgii w największych międzynarodowych imprezach lekkoatletycznych, jedyne sukcesy odnosiła w zawodach Pucharu Europy:
  - I liga Pucharu Europy (Leiria 2008) – 1. miejsce w sztafecie 4 x 100 metrów[10]
  - II liga Pucharu Europy (Odense 2007) – 1. miejsce w biegu na 100 metrów przez płotki oraz sztafecie 4 x 100 metrów[11]

## Rekordy życiowe
- bieg na 100 m przez płotki – 12,97 (2009)
- bieg na 60 m przez płotki (hala) – 8,02 (2011)
- bieg na 100 m – 11,49 (2009)
- bieg na 60 m (hala) – 7,33 (2010)